# Мак-Мердо (антарктична станція)
«Мак-Мердо» (англ. McMurdo, названа на честь однойменної протоки, де вона побудована) — діюча постійна (цілорічна) науково-дослідна антарктична станція США, що була створена 1955 року.
Це найбільша антарктична станція, розташована на півострові Хат-Поінт, що на Острові Росса, на березі протоки Мак-Мердо. За 32 км від станції знаходиться вулкан Еребус. Керується Антарктичною програмою США та є логістичним центром програми.

## Історія
Станція почала працювати у грудні 1955 року.

## Споруди станції[2]
Станція складається із близько 85 будівель: адміністративні будівлі, гуртожитки, пожежні частини, енергетичні станції, станції очищення води, пристань, будівля радіозв'язку, магазини і склади. Всі вони поєднанні між собою водопровідними і каналізаційними комунікаціями.
У листопаді 1991 року було відкрито Центр Науки й Інженерії імені Альберта П. Крері (англ. Albert P. Crary Science and Engineering Center) загальною площею 46,000 квадратних футів (4 273.5 м²). За десять миль від станції розташований аеродром Вільямс Філд (англ. Williams Field).

## Клімат
Станція знаходиться у зоні, котра характеризується полярним кліматом. Найтепліший місяць — січень із середньою температурою -2.8 °C (27 °F). Найхолодніший місяць — серпень, із середньою температурою -26.7 °С (-16 °F).
| Клімат станції          | Клімат станції | Клімат станції | Клімат станції | Клімат станції | Клімат станції | Клімат станції | Клімат станції | Клімат станції | Клімат станції | Клімат станції | Клімат станції | Клімат станції | Клімат станції |
| Показник                | Січ.           | Лют.           | Бер.           | Квіт.          | Трав.          | Черв.          | Лип.           | Серп.          | Вер.           | Жовт.          | Лист.          | Груд.          | Рік            |
| Абсолютний максимум, °C | 8              | 3              | −2             | −3             | −2             | −4             | −4             | −4             | −4             | 0              | 2              | 9              | 9              |
| Середній максимум, °C   | 0              | −6             | −14            | −16            | −18            | −18            | −21            | −22            | −20            | −15            | −6             | −1             | −13            |
| Середня температура, °C | −2             | −8             | −17            | −20            | −22            | −22            | −25            | −26            | −23            | −18            | −9             | −3             | −17            |
| Середній мінімум, °C    | −5             | −11            | −20            | −24            | −26            | −26            | −30            | −31            | −28            | −22            | −12            | −6             | −20            |
| Абсолютний мінімум, °C  | −15            | −25            | −43            | −40            | −44            | −41            | −50            | −49            | −43            | −40            | −28            | −16            | −50            |
| Норма опадів, мм        | 10             | 20             | 10             | 10             | 20             | 20             | 10             | 10             | 10             | 10             | 10             | 10             | 190            |
| ----------------------- | -------------- | -------------- | -------------- | -------------- | -------------- | -------------- | -------------- | -------------- | -------------- | -------------- | -------------- | -------------- | -------------- |
| Джерело: Weatherbase    |                |                |                |                |                |                |                |                |                |                |                |                |                |

## У культурі
База Мак-Мердо зображена фільмах і серіалах пригодницької військової науково-фантастичної франшизи «Зоряна брама». 